# Them Again
 (mars 2022).
Si vous disposez d'ouvrages ou d'articles de référence ou si vous connaissez des sites web de qualité traitant du thème abordé ici, merci de compléter l'article en donnant les références utiles à sa vérifiabilité et en les liant à la section « Notes et références ».
Albums de Them
The Angry Young Them
(1965) Now And Them
(1967)
Them Again est le deuxième album du groupe Them, sorti sur Decca Records au Royaume-Uni le 21 janvier 1966, mais il n'a pas réussi à se classer. Aux États-Unis, il est sorti en avril 1966 où il a culminé à la 138e place dans les charts du magazine Billboard. Ce sera le dernier album du groupe avec Van Morrison comme chanteur, ce dernier quitte le groupe aussitôt après pour amorcer sa carrière solo et sera remplacé par Kenny McDowell. 

## Historique
C'est le deuxième album du groupe irlandais, et il y a eu quelques changements au sein de la formation, le guitariste Billy Harrison, présent sur le premier album The Angry Young Them, a cédé a place à Jim Armstrong, ex-Melotones, l'organiste Peter Bardens a aussi quitté pour être remplacé par le multiinstrumentiste Ray Elliott, et finalement le batteur John McAuley laisse le poste à John Wilson. Ne restent de l'ancienne formation que le chanteur Van Morrison et le bassiste Alan Henderson, alors on reprend à neuf pour un deuxième effort. Sur 15 chansons offertes ici, 5 seulement sont des originales, le reste sont des reprises, de Bob Dylan à Ray Charles, de Screamin' Jay Hawkins à James Brown et même Fats Domino.

## Chansons
Deux des chansons originales de Van Morrison incluses sur l'album, "My Lonely Sad Eyes" et "Hey Girl", peuvent être considérées comme des précurseurs des réflexions poétiques du premier album solo Astral Weeks de Morrison, qu sortira deux ans plus tard. "My Lonely Sad Eyes" commence par les mots "Remplis-moi ma tasse et je boirai ton vin mousseux / Fais comme si tout allait bien jusqu'à ce que je voie tes yeux tristes." Le titre implique que les yeux tristes appartiennent au chanteur mais les paroles traitent de l'intérêt amoureux de ce dernier. La chanson "Hey Girl" a une sensation pastorale, rehaussée par l'ajout de flûtes et, de l'avis de Brian Hinton, est un "essai à vide pour Cyprus Avenue de l'album  Astral Weeks. La reprise de "It's All Over Now, Baby Blue" de Bob Dylan est considérée par l'auteur Clinton Heylin comme "cette véritable rareté, une reprise de Dylan qui correspond à l'original." Parmi les originaux de Van Morrison et les autres reprises trouvées sur l'album, quatre des compositions originales du producteur Tommy Scott sont également incluses.
Comme "Gloria" du premier album, "I Can Only Give You Everything" était une chanson populaire interprétée par un certain nombre de groupes garage américains à travers le pays, et a été reprise par des formations telles que The Liverpool Five, The MC5 et R.E.M. La chanson a également été reprise par les hitmakers anglais The Troggs et en français par Les Sultans ("Tu es impossible") et Ronnie Bird ("Chante"). Le groupe australien The Clefs a sorti une version en 1966. En 2007, le groupe san franciscain The Ex-Boyfriends a sorti une version.

## Contenu de l'album
Comme c'était souvent le cas durant les années 1960, le contenu de l'album varie qu'il s'agisse de la version britannique ou américaine. L'album original britannique contient 16 chansons alors que sa version américaine a été amputée de 4 pièces, en voici la description. 

## Titres

### Version britannique

#### Face A
1. Could You, Would You (Van Morrison) - 3:08
2. Something You Got (Chris Kenner) - 2:31
3. Call My Name (Scott) - 2:20
4. Turn On Your Lovelight (Malone/Scott) - 2:19
5. I Put a Spell on You (Screamin' Jay Hawkins) - 2:36
6. I Can Only Give You Everything (Scott/Coulter) - 2:39
7. My Lonely Sad Eyes (Van Morrison) - 2:28
8. I Got a Woman (Ray Charles) - 3:12

#### Face B
1. Out of Sight (Wright/James Brown) - 2:21
2. It's All Over Now, Baby Blue (Bob Dylan) - 3:47
3. Bad Or Good (Van Morrison) - 2:06
4. How Long Baby (Gillon) - 3:37
5. Hello Josephine (Fats Domino/Bartholomew) - 2:04
6. Don't You Know (Scott) - 2:22
7. Hey Girl (Van Morrison)
8. Bring 'em On In (Van Morrison) - 3:13

### Version américaine

#### Face A
1. "Could You, Would You"  (Morrison) – 3:13
2. "Something You Got"  (Chris Kenner) – 2:35
3. "Call My Name"  (Tommy Scott) – 2:22
4. "Turn on Your Love Light"  (Deadric Malone, Joseph Wade Scott) – 2:22
5. "I Can Only Give You Everything"  (Phil Coulter,  Tommy Scott) – 2:43
6. "My Lonely Sad Eyes"  (Morrison) – 2:31

#### Face B
1. "Out of Sight"  (James Brown, Ted Wright) – 2:24
2. "It's All Over Now, Baby Blue"  (Bob Dylan) – 3:50
3. "Bad Or Good"  (Morrison) – 2:09
4. "How Long Baby"  (M. Gillon aka Tommy Scott) – 3:40
5. "Don't You Know"  (Tommy Scott) – 2:26
6. "Bring 'em On In"  (Morrison) – 3:45

## Personnel
- Van Morrison : Chant
- Jim Armstrong : guitare
- Alan Henderson : basse
- Ray Elliott :orgue Hammond, orgue Farfisa, flûte, saxophone, vibraphone
- John Wilson : batterie